# Ohanes
Ohanes là một đô thị thuộc tỉnh Almería, ở cộng đồng tự trị Andalusia, Tây Ban Nha. Đô thị này có diện tích 32 km², dân số năm 2005 là 795 người.

## Biến động dân số
| 1999 | 2000 | 2001 | 2002 | 2003 | 2004 | 2005 |
| ---- | ---- | ---- | ---- | ---- | ---- | ---- |
| 784  | 765  | 749  | 766  | 766  | 822  | 795  |

Nguồn: INE (Tây Ban Nha)